# Ківатін (Міннесота)
Ківатін (англ. Keewatin) — місто (англ. city) в США, в окрузі Ітаска штату Міннесота. Населення — 984 особи (2020).

## Географія
Ківатін розташований за координатами 47°24′4″ пн. ш. 93°4′57″ зх. д. / 47.40111° пн. ш. 93.08250° зх. д. (47.401071, -93.082370).  За даними Бюро перепису населення США в 2010 році місто мало площу 7,44 км², з яких 6,37 км² — суходіл та 1,07 км² — водойми.

## Демографія
Згідно з переписом 2010 року, у місті мешкало 1068 осіб у 475 домогосподарствах у складі 265 родин. Густота населення становила 144 особи/км².  Було 546 помешкань (73/км²).
Расовий склад населення:
| - 95,8 % — білих - 1,3 % — корінних американців - 0,5 % — чорних або афроамериканців - 0,2 % — азіатів |

До двох чи більше рас належало 2,2 %. Частка іспаномовних становила 0,3 % від усіх жителів.
За віковим діапазоном населення розподілялося таким чином: 23,2 % — особи молодші 18 років, 62,7 % — особи у віці 18—64 років, 14,1 % — особи у віці 65 років та старші. Медіана віку мешканця становила 39,9 року. На 100 осіб жіночої статі у місті припадало 106,2 чоловіків;  на 100 жінок у віці від 18 років та старших — 107,1 чоловіків також старших 18 років.
Середній дохід на одне домашнє господарство  становив 49 686 доларів США (медіана — 40 714), а середній дохід на одну сім'ю — 56 082 долари (медіана — 50 109). Медіана доходів становила 55 000 доларів для чоловіків та 31 923 долари для жінок. За межею бідності перебувало 19,5 % осіб, у тому числі 27,3 % дітей у віці до 18 років та 9,3 % осіб у віці 65 років та старших.
Цивільне працевлаштоване населення становило 451 осіб. Основні галузі зайнятості: освіта, охорона здоров'я та соціальна допомога — 25,9 %, виробництво — 19,1 %, науковці, спеціалісти, менеджери — 13,3 %, фінанси, страхування та нерухомість — 8,2 %.